# 索马里和解与重建委员会
索马里和解与重建委员会 (英語：Somalia Reconciliation and Restoration Council，缩写为SRRC) 是设在索马里南部的一个政治运动和准军事组织，是由已故派别领导人穆罕默德·法拉·艾迪德的儿子侯赛因·穆罕默德·法拉·艾迪德于2001年建立的。在2001年-2004年这段时期内，起源自艾迪德领导的索马里国家联盟 (SNA) 的索马里和解与重建委员会建立的初衷是为了反对新生的过渡国家政府 (TNG) 和朱巴谷联盟 (JVA)， 不过最终和政府及一些温和派领导人搁置争议而合并为新的过渡政府。